# Lower-Subansiri-Talsperre

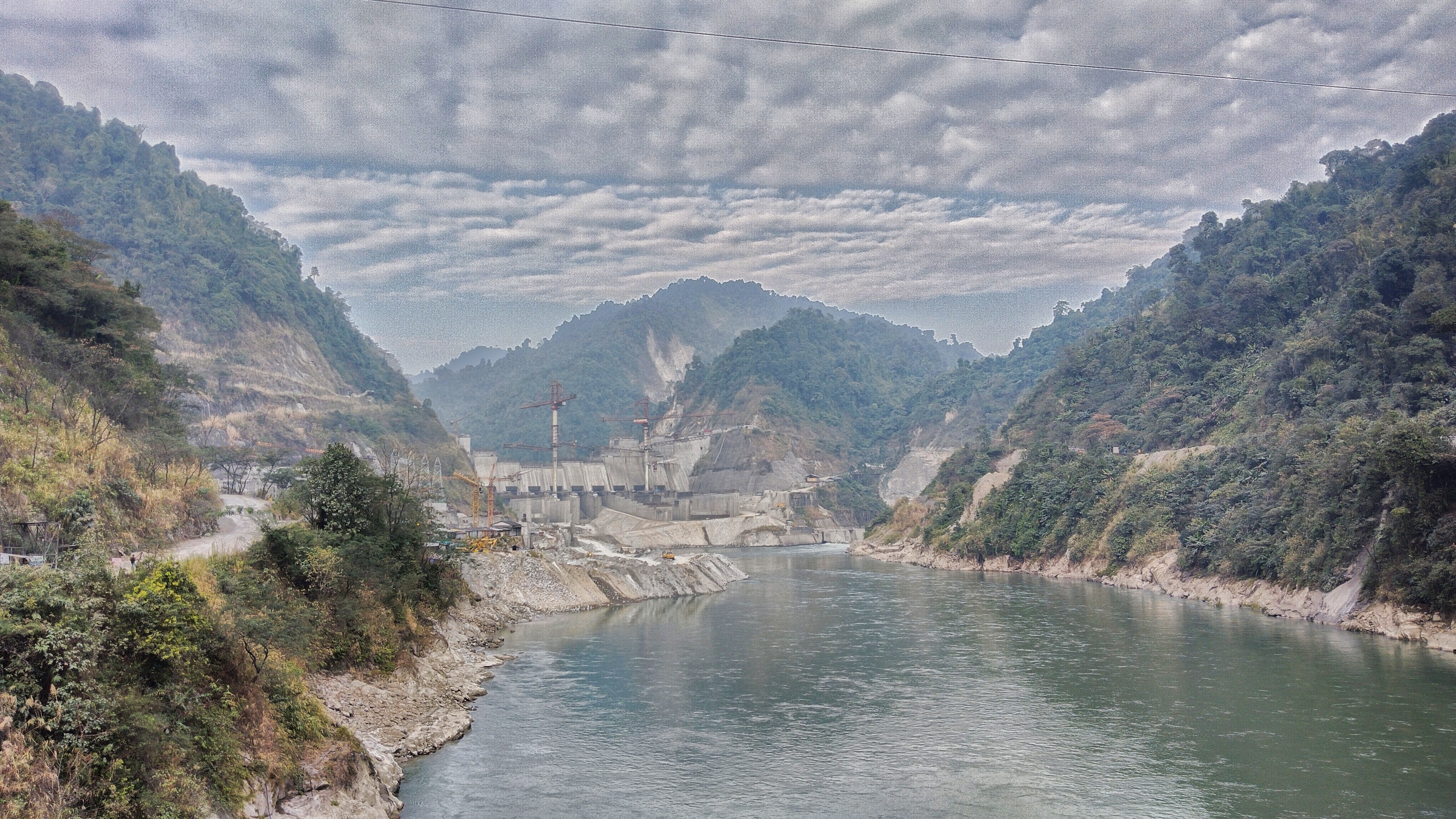
Die Lower-Subansiri-Talsperre in Bau (2023)

Die Lower-Subansari-Talsperre, offiziell genannt Lower Subansiri Hydroelectric Power Project (LSHEP), ist ein Talsperrenprojekt mit einer Gewichtsstaumauer als Absperrbauwerk am Subansiri, einem Nebenfluss des Brahmaputra, im Nordosten Indiens. Die Sperrstelle liegt 2,3 km stromaufwärts des Dorfes Gerukamukh im Distrikt Lower Subansiri im indischen Bundesstaat Arunachal Pradesh.
Teil der Talsperre ist ein Laufwasserkraftwerk, das nach Angaben des Bauherrn NHPC Limited eine Nennleistung von 2000 MW hat. An der elektrischen Leistung gemessen, ist es das zweitgrößte Wasserkraftwerk Indiens nach der Tehri-Talsperre.
Das Projekt sollte 2018 fertiggestellt werden, jedoch erlitt es während des Baus einige Rückschläge durch Erdrutsche, Umplanungen und politische Widerstände.
Die Bauarbeiten begannen im Dezember 2007. Sie wurden im Dezember 2011 aufgrund der erwarteten Umweltbelastungen unterbrochen, aber im Jahre 2019 wieder aufgenommen. Die Bauarbeiten wurden im Juni 2023 im Wesentlichen abgeschlossen. Verbleibende Arbeiten an den Fluttoren sollten nach der Monsunsaison 2023 erfolgen.
Am 27. Oktober 2023 wurde der letzte verbleibende Ablauftunnel durch einen Erdrutsch verschlossen. Dadurch flossen nur noch etwa 0,5 Prozent des vom Brahmaputra geführten Wassers in das Flussbett unterhalb des Staudamms, welches weitgehend trockenfiel. Der Rest ergoss sich in den Stausee, welcher erst nach etwa 12 Stunden das Höhenniveau der Überläufe erreichte, sodass sich das Flussbett wieder füllte. Im Projektgebiet war es bereits im Juni, September und Oktober 2022 sowie im April und September 2023 zu Erdrutschen gekommen.
m Juni 2024 musste der Stausee teilweise geleert werden, um überdurchschnittliche Niederschläge im Hinterland auffangen zu können. Dabei wurde ein Erddamm weggespült, welcher auch als Zufahrtsweg für Baumaschinen diente.
Im November 2024 war das Projekt laut Projektleitung zu „95 bis 96 Prozent“ fertiggestellt. Die ersten drei Turbinen mit einer Leistung von zusammen 750 MW sollen im März 2025 in Betrieb gehen. Die Fertigstellung des gesamten Projekts ist für Mai 2026 geplant.

## Bauwerk
Die Gewichtsstaumauer aus Beton ist über dem Flussbett 116 m hoch und über der Gründungssohle 130 m. Die Staumauer wird 284 m lang und ein Bauwerksvolumen von 2.250.000 m³ haben. Der Stausee hat einen Stauinhalt von 1,37 km³, von dem 0,44 km³ für die Stromerzeugung oder Bewässerung genutzt werden können. Bei normalem Wasserstand nimmt der Stausee eine Fläche von 33,5 km² ein. Das Krafthaus steht am linken Ufer; es erhält acht 250-MW-Francis-Turbinen und -Generatoren. Jährlich sollen 7421 GWh Strom erzeugt werden.
Die Hochwasserentlastung hat die Form einer Skisprungschanze.
Im November 2011 erreichte die Staumauer eine Höhe von 138 m, knapp unter der Überlaufkante der Hochwasserentlastung bei 145 m (Unklar wegen Widerspruch zur Mauerhöhe, siehe Infobox). Am 16. Dezember 2011 wurde der Bau durch Proteste unterbrochen. Nach einer Gerichtsentscheidung wurden die Bauarbeiten am 15. Oktober 2019 wieder aufgenommen.

## Auswirkungen
Der Stausee wird einen Flussabschnitt von 47 km Länge überfluten und 37,5 bis 40 km² Fläche mit subtropischen Himalaya-Kiefernwäldern, subtropischen Himalaya-Broadleaf-Wäldern, Teile des „Tale Valley Wildlife Sanctuary“ und einen Elefanten-Biotopverbund zerstören.
Die Wasserabflüsse unterhalb der Staumauer werden je nach Strombedarf variieren und es wird erwartet, dass es im Winter meist niedrige (6 m3/s) Abflüsse und abends zu Spitzenzeiten hohe Abflüsse von bis zu 2560 m3/s für die Stromerzeugung geben wird.
Auch im Tagesverlauf soll es zu erheblichen Schwankungen kommen: Zwischen 18 und 22 Uhr sind regelmäßig Abflüssen von etwa 2.500 m³/s geplant, den Rest des Tages nur etwa ein Zehntel davon. Ein Mindestabfluss von 225 m³/s wurde 2017 festgelegt, um das Überleben der Gangesdelfine im Fluss zu ermöglichen.
Das Flussbett des Subansiri wird derzeit insbesondere während der Trockenzeit von April bis Oktober als Anbaugebiet für Reis und Weidefläche genutzt. Da der Damm die Wanderung von Fischen weitgehend verhindern wird, ist außerdem zu erwarten, dass die Erträge aus dem Fischfang zusammenbrechen werden. Dies wird insbesondere das Volk der Mising betreffen, welche hier ihr Hauptsiedlungsgebiet haben. 38 Familien müssen laut offiziellen Angaben für den Stausee umgesiedelt werden.